# فولادهای دوفازی

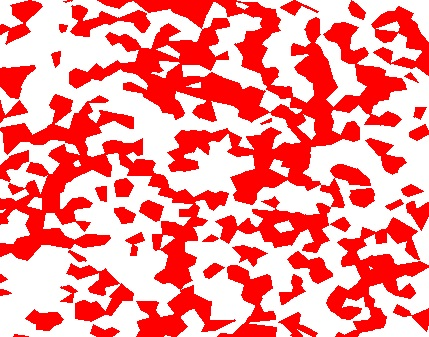
ساختار تقریبی فولادهای دوفازی.

فولادهای دوفازی (به انگلیسی: Dual-phase steels) فولادهایی شامل جزیره‌های مارتنزیتی درون شبکه فریتی هستند. عموماً کسر حجمی مارتنزیت در فولادهای دوفازی بین ۱۵ تا ۲۵ درصد است.
فولادهای دوفازی ترکیب شیمیایی نسبتاً رقیقی دارند.

## ترکیب شیمیایی فولادهای دوفازی
برای حصول میکروساختار مطلوب، فولادهای دوفازی عموماً حاوی ترکیب شیمیایی زیر می‌باشند:
- ۰٫۰۶ الی ۰٫۱۵ درصد وزنی کربن جهت استحکام بخشی به مارتنزیت و پایدار شدن آستنیت
- ۱٫۵ الی ۳ درصد وزنی منگنز جهت استحکام بخشی محلول جامد در فریت و پایدار شدن آستنیت
- کروم و مولیبدن جهت به تأخیر انداختن تشکیل پرلیت و بینیت
- سیلیسیم جهت سرعت دادن به استحاله فریتی
- وانادیم و نیوبیوم جهت استحکام بخشی از طریق رسوب‌گذاری و ریز شدن میکروساختار

## تولید فولاد دوفازی
دو نوع عملیات حرارتی مختلف برای تولید فولاد دوفازی وجود دارد:
1. نگه داشتن ماده در ناحیه فریتی-آستنیتی (آنیل میان بحرانی) و آبدهی تا دمای کمی پایین‌تر از دمای تشکیل مارتنزیت (Ms)
2. تنظیم نرخ آبدهی از ناحیه آستنیت کامل برای اینکه بیشتر آستنیت تحت تبرید به فریت استحاله کند در حالی که بقیه آن تبدیل به مارتنزیت می‌شود.